# Трофей Сігрейва

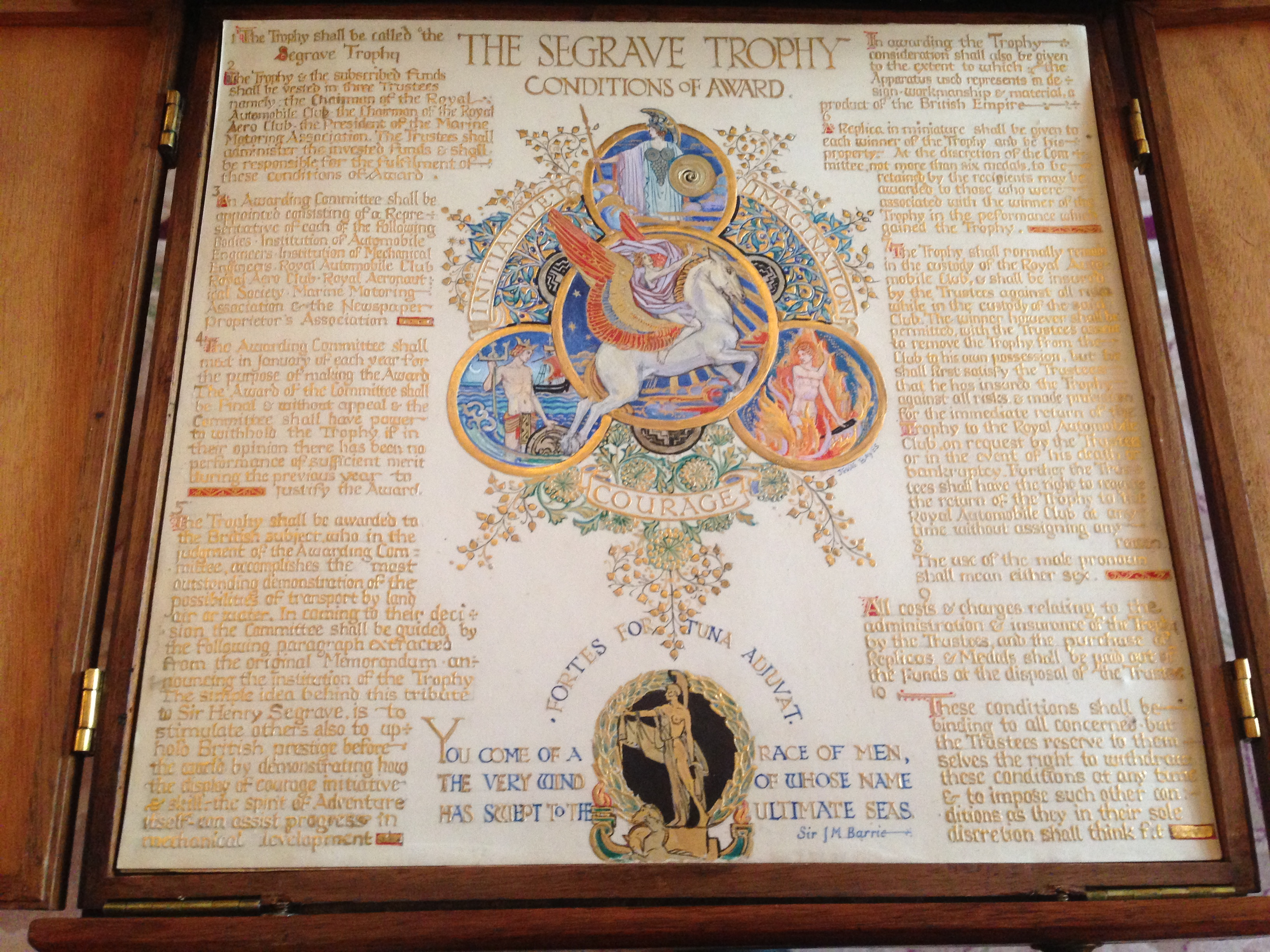
Умови отримання призу Сігрейва

Трофе́й Сігре́йва (англ. Segrave Trophy) вручається щорічно громадянину Великої Британії, що продемонстрував «видатні навики, відвагу та ініціативу на суші, воді і у повітрі». Нагороду названо на честь Генрі Сігрейва, першої людини, яка одночасно володіла рекордами швидкості на суші і на воді. Премію заснувала дружина Сігрейва, Доріс, яка була «сповнена рішучості продовжити його справу». Трофей, створений скульптором Гілбертом Баєсом, присуджує Королівський автомобільний клуб щорічно з 1930 року. Він не вручається, якщо, на думку комітету, не було достатньо серйозних досягнень, щоб заслужити нагороду. Серед колишніх спонсорів трофея були «Castrol», «Ford» і «Aston Martin».
Першим володарем призу став уродженець Австралії Чарльз Кінгсфорд-Сміт, який наодинці перелетів з Ірландії до Ньюфаундленду через Атлантику за трохи більше ніж 31 годину. Він також виграв гонку Англія — Австралія у 1930 році, подолавши дистанцію наодинці за 13 днів. Британська льотчиця Емі Джонсон стала першою жінкою, яка отримала трофей у 1932 році за її переліт з Лондона до Кейптауна літаком de Havilland Puss Moth. Відтоді нагороду отримали ще чотири жінки: Джин Баттен (1936 рік) за 11-денний переліт наодинці з Англії до Нової Зеландії, Фіона Гор (1980 рік) за досягнення швидкості понад 100 миль за годину (160 км/ч) на воді, Єва Джексон (1987 рік) за переліт наодинці на надлегкому літаку з Лондона до Сіднея і Луїза Ейткен-Вокер (1990 рік) за перемогу у жіночому Кубку чемпіонату світу з ралі. Трофей Сігрейва чотири рази вручався посмертно: Джеффрі де Хевілленду молодшому (1946), Дональду Кемпбеллу (1966), Брюсу Макларену (1969) і Джоуї Данлопу (2000). Переможцем Segrave Trophy 2018 став водій з двома ампутованими кінцівками Біллі Монгер, який у свої 20 років став наймолодшим володарем нагороди.
Додаткова нагорода, медаль Сігрейва, також може бути вручена тим особам, які «зіграли фундаментальну роль у допомозі здобувачу трофею Сігрейва у досягненні мети». Пітер Дьюкейн отримав медаль у 1939 році за розробку та виготовлення катера Blue Bird K4. Партнеру Брюса Макларена по команді Денні Гальму та їхньому головному механіку Кері Тейлору вручили медаль у 1969 році, коли їхня команда виграла усі перегони Can-Am сезону 1969 року. 1993 року автомобільний дизайнер Ерік Бродлі отримав медаль Сігрейва за роботу з Lola Cars. Марк Вілкінсон отримав медаль у 2001 році як другий пілом переможця трофею Тіма Еллісона, а леді Мосс, дружина Стірлінга Мосса, отримала її у 2005 році за підтримку свого чоловіка. 2013 року медалі вручили Вольфгангу Ульріху (начальнику команди), Тому Крістенсену і Лоїку Дювалю (другим пілотам) з Audi, відзначивши їхню допомогу Алану Макнішу. Засновник Carlin Motorsport Тревор Карлін був нагороджений медаллю Сігрейва у 2018 році за допомогу Біллі Монгеру у поверненні в автоспорт після травм.
Крім того, сертифікат досягнень Сігрейва може бути вручений особі, яка не є громадянином Великої Британії, але в іншому випадку могла би претендувати на визнання. Він був вручений лише один раз, у 2002 році, Бйорну Руне Гйелстену, котрий був помічником водного гонщика Стіва Кертіса.

## Володарі кубка Сігрейва
| Посмертне нагородження | Посмертне нагородження |

| Ріу  | Нагорода                                       | Фото                                                       | Отримувач                                                           | Країна                                         | Формулювання |
| ---- | ---------------------------------------------- | ---------------------------------------------------------- | ------------------------------------------------------------------- | ---------------------------------------------- | --- |
| 1930 | Трофей Сігрейва                                |                                                            | Чарльз Кінгсфорд-Сміт                                               | Австралія                                      | «За переліт наодинці з Ірландії до Ньюфаундленда через Атлантичний океан за 31½ години, і перемогу за 13 днів, також наодинці, у повітряних перегонах Англія — Австралія „Південний Хрест“». |
| 1931 | Трофей Сігрейва                                |                                                            | Берт Гінклер                                                        | Австралія                                      | «За переліт наодинці літаком de Havilland Puss Moth з Канади до Лондона за найменш прямим маршрутом, який тільки можна собі уявити». |
| 1932 | Трофей Сігрейва                                |                                                            | Емі Джонсон                                                         | Велика Британія                                | «За рекордний переліт літаком de Havilland Puss Moth з Лондона до Кейптауна». |
| 1933 | Трофей Сігрейва                                |                                                            | Малколм Кемпбелл                                                    | Велика Британія                                | «За підняття рекорду швидкості на землі до 272,11 милі за годину (437,92 км/год) на автомобілі Blue Bird». |
| 1934 | Трофей Сігрейва                                |                                                            | Кен Уоллер                                                          | Велика Британія                                | «За його переліт завдовжки 4000 миль (6400 км) з Бельгії до теперішньої Демократичної Республіки Конго і назад на літаку de Havilland DH.88 Comet усього за 3439 хвилин». |
| 1935 | Трофей Сігрейва                                |                                                            | Джордж Ейстон                                                       | Велика Британія                                | «За рекорди швидкості у перегонах протягом 1 години, 12 годин і 24 годин, у тому числі за досягнення середньої швидкості 140,52 милі за годину (226,15 км/год) за 24 години їзди на автомобілі Speed of the Wind». |
| 1936 | Трофей Сігрейва                                |                                                            | Джин Баттен                                                         | Нова Зеландія                                  | «За рекордний переліт наодинці літаком Percival Gull з Англії до Окленду, що тривав 11 днів 45 хвилин». |
| 1937 | Трофей Сігрейва                                |                                                            | Артур Клоустон                                                      | Велика Британія                                | «За його політ разом з Бетті Кірбі-Грін на літаку De Havilland DH.88 Comet з Кройдона до Кейптауна і назад за 77 годин 49 хвилин». |
| 1938 | Трофей Сігрейва                                |                                                            | Голді Гарднер                                                       | Велика Британія                                | «За досягнення рекордної швидкості у класі G 186,6 милі за годину (300,3 км/год) на 1100-кубовому автомобілі MG N-Type по німецькому автобані». |
| 1939 | Трофей Сігрейва                                | Malcolm Campbell                                           | Малколм Кемпбелл                                                    | Велика Британія                                | «За встановлення нового рекорду швидкості на воді у 141,74 милі за годину (228,11 км/год) на озері Коністон-Вотер на катері Blue Bird K4». |
| 1939 | Медаль Сігрейва                                |                                                            | Пітер Дьюкейн                                                       | Велика Британія                                | «За розроблення та побудову катера Blue Bird K4». |
| 1940 | Приз не присуджували через Другу світову війну | Приз не присуджували через Другу світову війну             | Приз не присуджували через Другу світову війну                      | Приз не присуджували через Другу світову війну | Приз не присуджували через Другу світову війну |
| 1941 | Приз не присуджували через Другу світову війну | Приз не присуджували через Другу світову війну             | Приз не присуджували через Другу світову війну                      | Приз не присуджували через Другу світову війну | Приз не присуджували через Другу світову війну |
| 1942 | Приз не присуджували через Другу світову війну | Приз не присуджували через Другу світову війну             | Приз не присуджували через Другу світову війну                      | Приз не присуджували через Другу світову війну | Приз не присуджували через Другу світову війну |
| 1943 | Приз не присуджували через Другу світову війну | Приз не присуджували через Другу світову війну             | Приз не присуджували через Другу світову війну                      | Приз не присуджували через Другу світову війну | Приз не присуджували через Другу світову війну |
| 1944 | Приз не присуджували через Другу світову війну | Приз не присуджували через Другу світову війну             | Приз не присуджували через Другу світову війну                      | Приз не присуджували через Другу світову війну | Приз не присуджували через Другу світову війну |
| 1945 | Приз не присуджували через Другу світову війну | Приз не присуджували через Другу світову війну             | Приз не присуджували через Другу світову війну                      | Приз не присуджували через Другу світову війну | Приз не присуджували через Другу світову війну |
| 1946 | Трофей Сігрейва                                |                                                            | Джеффрі де Гевілленд молодший                                       | Велика Британія                                | «Посмертно нагороджений за внесок у розвиток британської авіації як льотчик-випробовувач, що брав участь у розробці таких літаків, як De Havilland Mosquito, Hornet і Vampire». |
| 1947 | Трофей Сігрейва                                |                                                            | Джон Кобб                                                           | Велика Британія                                | «За встановлення рекорду швидкості на суші 394,19 милі за годину (634,39 км/год) на автомобілі Railton Special». |
| 1948 | Трофей Сігрейва                                |                                                            | Джон Деррі                                                          | Велика Британія                                | «За те, що він став першим британським пілотом, який перевищив швидкість звуку, що він і зробив на літаку de Havilland Vampire». |
| 1949 | Не присуджували                                | Не присуджували                                            | Не присуджували                                                     | Не присуджували                                | Не присуджували |
| 1950 | Не присуджували                                | Не присуджували                                            | Не присуджували                                                     | Не присуджували                                | Не присуджували |
| 1951 | Трофей Сігрейва                                |                                                            | Джеф Дюк                                                            | Велика Британія                                | «За перемогу в чемпіонатах світу з шосейно-кільцевих мотоперегонів у класах 350 та 500 см³, а також у перегонах Tourist Trophy серед юніорів і дорослих в одному році». |
| 1952 | Не присуджували                                | Не присуджували                                            | Не присуджували                                                     | Не присуджували                                | Не присуджували |
| 1953 | Трофей Сігрейва                                |                                                            | Невілл Дюк                                                          | Велика Британія                                | «За встановлення нового рекорду швидкості польоту 727,63 милі за годину (1171,01 км/год) на літаку Hawker Hunter над Літлгемптоном». |
| 1954 | Не присуджували                                | Не присуджували                                            | Не присуджували                                                     | Не присуджували                                | Не присуджували |
| 1955 | Трофей Сігрейва                                |                                                            | Дональд Кемпбелл                                                    | Велика Британія                                | «За встановлення нового рекорду швидкості на воді 202,15 милі за годину (325,33 км/год) на озері Алсвотер на катері Bluebird K7». |
| 1956 | Трофей Сігрейва                                | літак Fairey Delta 2 на якому Пітер Твісс встановив рекорд | Пітер Твісс                                                         | Велика Британія                                | «За встановлення нового рекорду швидкості польоту у 1132 милі за годину (1822 км/год) і за те, що він став першою людиною, що подолала рубіж швидкості у 1000 миль за годину (1600 км/год) у горизонтальному польоті на літаку Fairey Delta 2 (на фото)».                                                                             |
| 1957 | Трофей Сігрейва                                |                                                            | Стірлінг Мосс                                                       | Велика Британія                                | «За три Гран-прі з командою Ванволл і п'ять рекордів швидкості у класі». |
| 1958 | Трофей Сігрейва                                |                                                            | Дональд Кемпбелл                                                    | Велика Британія                                | «За встановлення рекорду швидкості на воді до 260 миль за годину (420 км/год) на озері Коністон на катері Bluebird K7». |
| 1959 | Не присуджували                                | Не присуджували                                            | Не присуджували                                                     | Не присуджували                                | Не присуджували |
| 1960 | Трофей Сігрейва                                |                                                            | Том Брук-Сміт                                                       | Велика Британія                                | «За вертикальний політ і зависання у повітрі на літальному апараті вертикального злету і приземлення Short SC.1 (на фото)». |
| 1961 | Не присуджували                                | Не присуджували                                            | Не присуджували                                                     | Не присуджували                                | Не присуджували |
| 1962 | Трофей Сігрейва                                |                                                            | Білл Бедфорд                                                        | Велика Британія                                | «За виконання першої вертикальної посадки літака з нерухомим крилом Hawker P-1127 на авіаносець HMS Ark Royal (R09)». |
| 1963 | Не присуджували                                | Не присуджували                                            | Не присуджували                                                     | Не присуджували                                | Не присуджували |
| 1964 | Трофей Сігрейва                                |                                                            | Дональд Кемпбелл                                                    | Велика Британія                                | «За те, що він став першою людиною з часів свого батька, що досягла „подвійного“ рекорду швидкості на воді до 276,33 милі за годину (444,71 км/год) на катері Bluebird K7 на озері Дамблейунг (Австралія), і встановила рекорд швидкості на суші до 429 миль за годину (690 км/год) на озері Ейр на автомобілі Bluebird-Proteus CN7». |
| 1965 | Не присуджували                                | Не присуджували                                            | Не присуджували                                                     | Не присуджували                                | Не присуджували |
| 1966 | Трофей Сігрейва                                |                                                            | Дональд Кемпбелл                                                    | Велика Британія                                | «Нагороджений посмертно за видатний внесок у розвиток механіки і аеродинаміки». |
| 1967 | Не присуджували                                | Не присуджували                                            | Не присуджували                                                     | Не присуджували                                | Не присуджували |
| 1968 | Трофей Сігрейва                                | Кен Волліс за кермом Little Nellie                         | Кен Волліс                                                          | Велика Британія                                | «За його розробки і льотну майстерність в галузі легких автожирів, а також за встановлення декількох світових рекордів». |
| 1969 | Трофей Сігрейва                                |                                                            | Брюс Макларен                                                       | Нова Зеландія                                  | «Посмертно нагороджений за дизайн, розробку та водіння автомобілів, що виграли усі раунди Can-Am 1969 року». |
| 1969 | Медаль Сігрейва                                | Денні Гальм                                                | Денні Гальм, Кері Тейлор                                            | Велика Британія                                | За дизайн, розробку та водіння автомобілів, що виграли всі раунди перегонів Can-Am 1969 року. |
| 1970 | Трофей Сігрейва                                |                                                            | Браян Трабшоу                                                       | Велика Британія                                | «За його працю по розробці й успішному пілотуванню прототипа надзвукового авіалайнера Конкорд (на фото), включно з його першим надзвуковим польотом над сушею». |
| 1971 | Не присуджували                                | Не присуджували                                            | Не присуджували                                                     | Не присуджували                                | Не присуджували |
| 1972 | Не присуджували                                | Не присуджували                                            | Не присуджували                                                     | Не присуджували                                | Не присуджували |
| 1973 | Трофей Сігрейва                                |                                                            | Джекі Стюарт                                                        | Велика Британія                                | «За перемогу у своєму третьому чемпіонаті світу у Формулі-1 за п'ять сезонів з британською командою і за те, що він став найуспішнішим гонщиком Гран-прі в історії» |
| 1974 | Трофей Сігрейва                                |                                                            | Джон Блешфорд-Снелл                                                 | Велика Британія                                | «За керівництво першим в історії завершеним дослідженням річки Заїр». |
| 1975 | Трофей Сігрейва                                | Роджер Кларк                                               | Роджер Кларк, Стюарт Тернер, Джим Портер, Пітер Ешворт, Тоні Мейсон | Велика Британія                                | «За успіх Ford Motor Company в чемпіонаті Великої Британії з ралі». |
| 1976 | Трофей Сігрейва                                |                                                            | Пітер Коллінз                                                       | Велика Британія                                | «За перемогу в чемпіонаті світу зі спідвею на британському двигуні Weslake». |
| 1977 | Трофей Сігрейва                                |                                                            | Баррі Шін                                                           | Велика Британія                                | «За збереження титулу чемпіона світу з мотогонок у класі 500 см³». |
| 1978 | Трофей Сігрейва                                |                                                            | Джон Каннінгем                                                      | Велика Британія                                | «За 40-річну кар'єру як головного льотчика-випробувача у компанії de Havilland, а потім в British Aerospace, у тому числі у військовий час як льотчика нічного винищувача, який переміг у 20 повітряних боях при обороні Британії у розпалі Бліцу».                                                                                   |
| 1979 | Трофей Сігрейва                                |                                                            | Майк Гейлвуд                                                        | Велика Британія                                | «За тривалу кар'єру у чемпіонатах світу з шосейно-кільцевих мотоперегонів, Формулі-1 та його успіхи у перегонах Isle of Man TT, в тому числі останніх, у 1979 році, у віці 39 років, після успішного повернення до перегонів після 11-річної перерви».                                                                                |
| 1980 | Трофей Сігрейва                                |                                                            | Фіона Гор                                                           | Велика Британія                                | «За те, що стала першою жінкою, яка досягнула швидкості понад 100 миль за годину (160 км/год) на воді, досягнувши швидкості 102 милі за годину (164 км/год) на озері Віндермір». |
| 1981 | Не присуджували                                | Не присуджували                                            | Не присуджували                                                     | Не присуджували                                | Не присуджували |
| 1982 | Трофей Сігрейва                                |                                                            | Сенді Вудвард                                                       | Велика Британія                                | «За командування флагманським кораблем HMS Hermes від імені всіх, хто боровся за визволення Фолклендських островів». |
| 1983 | Трофей Сігрейва                                |                                                            | Річард Нобель                                                       | Велика Британія                                | «За встановлення рекорду наземної швидкості до 633,468 милі за годину (1019,468 км/год) у пустелі Блек-Рок (штат Невада) на автомобілі Thrust2». |
| 1984 | Трофей Сігрейва                                |                                                            | Баррі Шін                                                           | Велика Британія                                | «За свою кар'єру у чемпіонатах світу з шосейно-кільцевих мотоперегонів, в тому числі за те, що він став єдиною людиною, яка виграла чемпіонати світу на усіх рівнях від 50 до 500 см³». |
| 1985 | Трофей Сігрейва                                |                                                            | Кен Волліс                                                          | Велика Британія                                | «За досягнення в авіації, включаючи безліч світових рекордів висоти, швидкості і дальності польоту на автожирах». |
| 1986 | Трофей Сігрейва                                |                                                            | Річард Бренсон                                                      | Велика Британія                                | «За розробку Virgin Atlantic Challenger та його зусилля у побитті рекорду Blue Riband при перетині Атлантики на вітрильному човні». |
| 1987 | Трофей Сігрейва                                |                                                            | Єва Джексон                                                         | Велика Британія                                | «За переліт наодинці з Лондона в Сіднея на надлегкому літаку Shadow». |
| 1988 | Трофей Сігрейва                                |                                                            | Мартін Брандл                                                       | Велика Британія                                | «За перемогу у чемпіонаті світу з перегонів на спорткарах на автомобілі Jaguar». |
| 1989 | Трофей Сігрейва                                |                                                            | Боб і Джо Ів                                                        | Велика Британія                                | «За перемогу у позашляховому марафоні Кемел-трофі завдовжки 1062 милі (1709 км) через тропічні ліси Бразилії від Алта-Флореста до Манауса». |
| 1990 | Трофей Сігрейва                                |                                                            | Луїза Ейткен-Вокер                                                  | Велика Британія                                | «За перемогу у жіночому чемпіонаті світу з ралі на автомобілі компанії Vauxhall Motors». |
| 1991 | Трофей Сігрейва                                |                                                            | Стів Вебстер                                                        | Велика Британія                                | «За четверту перемогу на чемпіонаті світу для мотоциклів з коляскою». |
| 1992 | Трофей Сігрейва                                |                                                            | Френк Вільямс і Найджел Менселл                                     | Велика Британія                                | «За перемогу у гонках Формули-1 у 1992 році серед конструкторів (Вільямс) і пілотів (Менселл) (на фото в Williams F1 в Канаді у 1988 році)». |
| 1993 | Трофей Сігрейва                                |                                                            | Найджел Менселл                                                     | Велика Британія                                | «За перемогу у чемпіонаті світу CART IndyCar Series в Америці (на фото у Lola T93/00 на трасі у Mid-Ohio Sports Car Course) із першої спроби». |
| 1993 | Медаль Сігрейва                                |                                                            | Ерік Бродлі                                                         | Велика Британія                                | За співробітництво з компанією Lola Cars. |
| 1994 | Трофей Сігрейва                                |                                                            | Карл Фогерті                                                        | Велика Британія                                | «За перемогу у чемпіонаті світу із супербайку на мотоциклі Ducati». |
| 1995 | Трофей Сігрейва                                |                                                            | Колін Мак-Рей                                                       | Велика Британія                                | «За те, що став першим британським гонщиком, який виграв чемпіонат світу з ралі на автомобілі Subaru» |
| 1996 | Трофей Сігрейва                                |                                                            | Деймон Гілл                                                         | Велика Британія                                | «За те, що став чемпіоном світу у Формулі-1 і першим сином колишнього чемпіона, що завойовував це титул». |
| 1997 | Трофей Сігрейва                                |                                                            | Енді Грін                                                           | Велика Британія                                | «За встановлення рекорду швидкості 763,065 милі за годину (1228,034 км/год) у пустелі Блек-Рок на автомобілі Thrust SSC (на фото), ставши першою людиною, що подолала звуковий бар'єр на суходолі». |
| 1998 | Трофей Сігрейва                                |                                                            | Браян Мілтон                                                        | Велика Британія                                | «За те, що став першою людиною, що здійснила навколосвітню подорож на надлегкому літаку». |
| 1999 | Трофей Сігрейва                                |                                                            | Джекі Стюарт                                                        | Велика Британія                                | «За життя, присвячене мотоспорту». |
| 2000 | Трофей Сігрейва                                |                                                            | Джоуї Данлоп                                                        | Велика Британія                                | «Нагороджений посмертно на знак визнання видатних досягнень у перегонах Isle of Man TT». |
| 2001 | Трофей Сігрейва                                |                                                            | Тім Еллісон                                                         | Велика Британія                                | «За перший навколосвітній переліт льотчика-інваліда». |
| 2001 | Медаль Сігрейва                                |                                                            | Марк Вілкінсон                                                      | Велика Британія                                | Як другий пілот переможця трофею Тіма Еллісона. |
| 2002 | Трофей Сігрейва                                |                                                            | Стів Кертіс                                                         | Велика Британія                                | «За перемогу як гонщика в чемпіонатах світу, Європи і поул-позиції у морських перегонах на моторних човнах Класу 1 (на фото моторний човен Spirit of Norway)». |
| 2002 | Сертифікат досягнень Сігрейва                  |                                                            | Бьорн Руне Г’єлстен                                                 | Норвегія                                       | За допомогу водному гонщику Стіву Кертісу. |
| 2003 | Трофей Сігрейва                                |                                                            | Браян Лекомбер                                                      | Велика Британія                                | «За свою кар'єру понад 20 років як провідний пілот авіашоу, а також журналіст і комунікатор з вищого пілотажу та встановлення рекордів». |
| 2004 | Не присуджували                                | Не присуджували                                            | Не присуджували                                                     | Не присуджували                                | Не присуджували |
| 2005 | Трофей Сігрейва                                |                                                            | Стірлінг Мосс                                                       | Велика Британія                                | «За його досягнення у всіх видах автоспорту і заслуги перед спортом». |
| 2005 | Медаль Сігрейва                                |                                                            | леді Мосс, дружина Стірлінга Мосса                                  | Велика Британія                                | За підтримку свого чоловіка. |
| 2006 | Не присуджували                                | Не присуджували                                            | Не присуджували                                                     | Не присуджували                                | Не присуджували |
| 2007 | Трофей Сігрейва                                |                                                            | Льюїс Гамільтон                                                     | Велика Британія                                | «За безпрецедентні досягнення в дебютному сезоні в перегонах Формули-1»". |
| 2008 | Трофей Сігрейва                                |                                                            | Алан Макніш                                                         | Велика Британія                                | «За виняткове прагнення автоспорту». |
| 2009 | Трофей Сігрейва                                |                                                            | Пол Боном                                                           | Велика Британія                                | «Як перший чемпіон Великої Британії у перегонах Red Bull Air Race World Championship». |
| 2010 | Трофей Сігрейва                                |                                                            | Едріан Ньюї                                                         | Велика Британія                                | «За перемогу в чемпіонаті світу серед пілотів і конструкторів Формули-1 з трьома командами: Вільямс, Макларен и Ред Булл». |
| 2011 | Трофей Сігрейва                                |                                                            | Дейв Сайкс                                                          | Велика Британія                                | «За те, що став першим пілотом з паралічем нижніх кінцівок, що здійснив переліт з Йорка до Сіднея на надлегкому літаку, що подолав шлях за 257 годин». |
| 2012 | Трофей Сігрейва                                |                                                            | Джон Сертіс                                                         | Велика Британія                                | «За видатну кар'єру у дво- та чотириколісному автоспорті, у тому числі сім титулів чемпіона світу з мотоспорту, кульмінацією якого стало унікальне досягнення — він став єдиною людиною, яка виграла чемпіонат світу з мотоперегонів та чемпіонат Формули-1».                                                                         |
| 2013 | Трофей Сігрейва                                |                                                            | Алан Макніш                                                         | Велика Британія                                | «Перший британець, який виграв RAC Tourist Trophy, 24 години Ле-Мана і чемпіонат світу з автогонок на витривалість в одному сезоні». |
| 2013 | Медаль Сігрейва                                | Том Крістенсен                                             | Вольфганг Ульріх, Том Крістенсен, Лоїк Дюваль з Audi                | Німеччина                                      | На знак визнання заслуг тих, чия праця відіграла основоположну роль у наданні допомоги Алану Макнішу у досягненні його цілей |
| 2014 | Не присуджували                                | Не присуджували                                            | Не присуджували                                                     | Не присуджували                                | Не присуджували |
| 2015 | Трофей Сігрейва                                |                                                            | Джон Макгіннес                                                      | Велика Британія                                | «За визначний внесок у шосейні та кільцеві перегони на мотоциклах, у тому числі встановлення абсолютного рекорду кола на змаганнях Isle of Man TT 2015 года». |
| 2016 | Не присуджували                                | Не присуджували                                            | Не присуджували                                                     | Не присуджували                                | Не присуджували |
| 2017 | Трофей Сігрейва                                |                                                            | Сем Сандерленд                                                      | Велика Британія                                | «За те, що став першим британцем, що виграв Ралі Дакар серед мотоциклів у 2017 році». |
| 2018 | Трофей Сігрейва                                |                                                            | Біллі Монгер                                                        | Велика Британія                                | «За прояв виняткової мужності та рішучості після важких випробувань та повернення до високих рівнів автоспорту». |
| 2018 | Медаль Сігрейва                                |                                                            | Тревор Карлін                                                       | Велика Британія                                | За допомогу Біллі Монгеру у поверненні в автоспорт. |
| 2019 | Не присуджували                                | Не присуджували                                            | Не присуджували                                                     | Не присуджували                                | Не присуджували |
| 2020 | Трофей Сігрейва                                |                                                            | Джеймс Кетчел                                                       | Велика Британія                                | «За те, що став першою людиною, яка здійснила кругосвітній політ на автожирі, сертифікованому Книгою рекордів Гіннеса». |
| 2021 | Трофей Сігрейва                                |                                                            | Робін Шут                                                           | Велика Британія                                | «Як єдиному британському гонщику, що виграв загальний залік Pikes Peak International Hill Climb». |
| 2022 | Трофей Сігрейва                                |                                                            | Зара Рутерфорд і Мак Рутерфорд                                      | Велика Британія                                | «Королівський автомобільний клуб присудив нагороду юним пілотам, що здійснили навколосвітній політ наодинці, Зарі Рутерфорд і Маку Рутерфорду як наймолодшій жінці та наймолодшій особі відповідно» |

На момент присудження нагороди австралійці Чарльз Кінгсфорд-Сміт і Берт Гінклер та новозеландка Джин Баттен також вважалися британськими підданими. Нагороду новозеландцю Брюсу Макларену присудили після ухвалення закону Нової Зеландії про громадянство 1948 року. Але, оскільки його команда McLaren базувалась у Великій Британії, присудження призу визнали правомірним.